# حارث بن محمد بن ابی اسامه التمیمی
حارث بن محمد بن ابی اسامه - ابواسامه (دهر- ابومحمد البغدادی) مسند عراق و از محدثان اهل‌سنت در قرن سوم هجری قمری و صاحب مسند معروف است. وی در سال ۱۸۶ هجری قمری متولد شد و از یزید بن هارون، روح بن عباده، محمد بن عمر واقدی، عبدالوهاب بن عطاء و دیگران روایت کرده‌است. همچنین از او ابن ابی‌الدنیا، محمد بن جریر طبری، احمد بن معروف خشاب و دیگران روایت کرده‌اند.
کسانی که او از آنها روایت شنیده‌است عبارتند از: عبدالوهاب بن عطا، بشر بن عمر الزهرانی، یزید بن هارون، روح بن عباده، کثیر بن هشام، عبدالله بن بکر السهمی، محمد بن عمر واقدی، سعید بن عامر الدبائی، ابوالندر، عثمان بن عمر بن فارس، و ابو نوح قراد، عبید الله بن موسی، یحیی بن ابی باکر الکرمانی، ابو جابر محمد بن عبدالملک، محمد بن عبدالله بن کنسا، اسود بن عامر شاذان، محمد بن مصعب قرقسانی و قبیسه و ابی نعیم و عفان و مسلم بن ابراهیم و ابوعبید و دیگران را آفرید.
و کسانی که از او روایت شنیده‌اند نیز عبارتند از: ابوبکر بن ابی الدنیا، محمد بن جریر طبری، محمد بن مخلد، ابوبکر النجد، عبد الصمد التاستی، ابوبکر شافعی، ابوبکر بن خلد ال نصابی، عبدالله بن الحسین النضاری المروزی، و خلق.
ابراهیم الحربی گفت: او ثقه است. دارقطنی گفت: او راستگو است. و ابن حبان از او در ثقه‌های خود یاد کرده‌است. و اما قول عضدی: «او ضعیف است، من در شیوخ ما احدی را ندیدم که از او روایت کنند.» ذهبی در پاسخ به او در سیر اعلام النبلاء فرمود: «این خطر است، اگر عضدی به ضعف خودش آگاهی داشت.» ابن حزم نیز آن را ضعیف طبقه‌بندی کرده و ذهبی نیز در پی آن می‌گوید: «بر این مرد ایرادی نیست و احادیث او محکم هستند». . . و گناهش این است که به دنبال گرفتن اجرت برای روایت رفته‌است، شاید دلیلش این باشه که گویا محتاج بوده، پس ضرری ندارد».
حارث بن ابی اسامه یکی از راویان کتاب طبقات الکبری از محمد بن سعد است و این کتاب مستقیماً از استاد وی حارث بن أبی أسامه به دست محمد بن جریر طبری رسیده‌است. او از آن در کتاب خود، «تاریخ الامم و الملوک» استفاده کرد. همچنین کتاب از روایتی که او به خطیب البغدادی که به واسطه سند به او رسیده به عدد ۳۹ روایت می‌رسد. همچنین این کتاب از روایت حارث بن ابی اسامه به واسطه احمد بن معروف الخشاب به ابن عساکر دمشقی می‌رسد و او در کتاب تاریخ مدینة دمشق خود از او بسیار نقل کرده‌است. شایان ذکر است که کتاب بزرگ طبقات الکبری که اکنون در دست ما چاپ شده، از روایت حارث بن ابی اسامه استفاده کرده‌است و از روایت الحسین بن الفهم نیست.
حارث در روز عرفه سال دویست و هشتاد درگذشت. و به نقل از خطیب بغدادی در شب عرفه سال ۲۸۲ درگذشته‌است.